# Карабюк
Карабюк (на турски: Karabük) е град и административен център на вилает Карабюк в Турция. Населението му е 100 749 жители (2000 г.) и се намира в Североцентрална Турция в черноморския район на страната. Разположен е на 354 метра надморска височина. Пощенският му код е 78xxx, а телефонният 370.